# Bảo tàng Cứu hỏa Leon Deyk ở Przodków
Bảo tàng Cứu hỏa Leon Deyk ở Przodków (tiếng Ba Lan: Muzeum Pożarnictwa im. Leona Deyka w Przodkowie) là một bảo tàng tọa lạc tại số 23 Phố Kartuska, làng Przodkowo, huyện Kartuski, tỉnh Pomorskie, Ba Lan. Bảo tàng do Sở Cứu hỏa Tình nguyện địa phương điều hành.

## Lịch sử hình thành
Bảo tàng Cứu hỏa Leon Deyk ở Przodków được thành lập vào năm 1994 theo khởi xướng của Leon Deyk - chỉ huy của Sở Cứu hỏa Tình nguyện địa phương. Trụ sở của bảo tàng nằm trong khuôn viên của trạm cứu hỏa. Tòa nhà trụ sở của bảo tàng được mở rộng trong các năm 2010-2014 để có thêm không gian trưng bày. Từ ngày 1 tháng 9 năm 2016, bảo tàng hoạt động với tên hiện tại.

## Triển lãm
Bộ sưu tập của bảo tàng Cứu hỏa Leon Deyk ở Przodków hiện đang bao gồm các hiện vật và kỷ vật có liên quan đến lịch sử của đội cứu hỏa ở Przodków: xe chữa cháy: Scania, Star 25 và Żuk, máy bơm động cơ, thiết bị và trang phục của lính cứu hỏa, ảnh, tài liệu, và các thứ khác. Một số hiện vật được triển lãm có nguồn gốc từ nước ngoài (Thụy Sĩ, Liên Xô và Cộng hòa Dân chủ Đức).

## Giờ mở cửa
Du khách có thể tham quan bảo tàng Cứu hỏa Leon Deyk ở Przodków nếu có sự sắp xếp trước với người phụ trách.